# Laserwheel
Laserwheel is een computerspel dat werd uitgegeven door MAD (Mastertronic's Added Dimension). Het spel kwam in 1987 uit voor de platforms Commodore 64. Het spel is van het type Shoot 'em up.